# كينيدي لوتشيمبي
كينيدي لوتشيمبي (بالإنجليزية: Kennedy Luchembe)، من مواليد 8 يوليو 2001، هو عداء من زامبيا. شارك في سباق التتابع 4 × 400 متر للرجال في زامبيا والذي وصل إلى نهائي دورة الألعاب الأولمبية الصيفية 2024.